# Mangalagatti, Dharwad
Mangalagatti là một làng thuộc tehsil Dharwad, huyện Dharwad, bang Karnataka, Ấn Độ.